# Militärputsch im Irak 1941
Der Militärputsch im Irak im April 1941 war der Versuch arabisch-nationalistischer Offiziere des „Goldenen Quadrats“ und Politikern um Raschid Ali al-Gailani, die Regierung des Königreichs Irak und den minderjährigen König Faisal II. zu stürzen und den Einfluss Großbritanniens zu beenden. Nach der Machtübernahme der Putschisten kam es Ende April zu Kampfhandlungen mit britischen Truppen. Diesen gelang es im Verlauf des Monats Mai die irakische Armee zu besiegen und den Staatsstreich zu beenden.

## Vorgeschichte

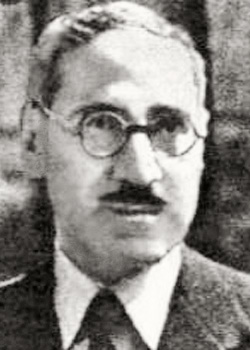
Rashid Ali Al-Gaylani, der politische Führer des Staatsstreiches

Nach dem Ende des Ersten Weltkriegs war das Königreich Irak Großbritannien als Mandat des Völkerbunds zugesprochen worden, das bald von Unruhen erschüttert wurde. Seitdem war das Verhältnis der beiden Staaten durch die anglo-irakischen Verträge bestimmt. Die britische Besatzung und Oberhoheit zwischen 1917 und 1932 sowie die Einsetzung des arabischen Königs Faisal I.  hatte zur Folge, dass die irakisch-nationalen Kräfte den König und die britenfreundliche Politik der Regierung ablehnten. Zwischen 1936 und 1941 kam es bereits zu mehreren Putschversuchen des Militärs. In diesem formierte sich der Widerstand gegen das System im so genannten „Goldenen Quadrat“. Im politischen Feld wurden die antibritischen Kräfte vom ehemaligen Ministerpräsidenten Raschid Ali al-Gailani angeführt. Dieser musste aufgrund seiner politischen Ansichten bereits mehrmals von seinen Ämtern zurücktreten. Um Unterstützung für ihr antibritisches Ansinnen zu erhalten, arbeiteten die Putschisten mit der deutschen Botschaft zusammen. Der Irak hatte zwar nach dem Kriegsausbruch 1939 die Beziehungen zu Deutschland abgebrochen, nicht jedoch die zu Italien, mit dem sich Großbritannien seit 1940 ebenfalls im Krieg befand. Die Briten übten daher erheblichen Druck auf die irakische Regierung aus, um einen Abbruch der Beziehungen zu erwirken.
Eine besondere Bedeutung für die Situation im Irak hatte auch die Palästinafrage. Der Großmufti von Jerusalem Mohammed Amin al-Husseini, der sich seit der Niederschlagung des Arabischen Aufstands 1939 im Land aufhielt, übte einen gewichtigen Einfluss auf die Nationalisten aus. Ebenso fungierte er als Kontaktmann für deutsche Diplomaten und berichtete Hitler persönlich in Form von Briefen.

## Staatsstreich

### Sturz der Regierung
Am 1. April 1941 wurde Prinz Abd ul-Ilah, der für den noch minderjährigen König Faisal II. regierte, angeklagt die Verfassung zu missachten und der nationalen Einigkeit zu schaden. Die Putschisten riefen eine Regierung der nationalen Verteidigung aus und Al-Gailani beantragte die Absetzung des inzwischen geflohenen Regenten und seine Ersetzung durch Sharif Sharaf. Um die Gegner im Parlament einzuschüchtern, wurde die Abstimmung namentlich vorgenommen. Nachdem Sharif Sharaf zum neuen Regenten gewählt worden war, ernannte dieser al-Gailani zum neuen Premierminister und beauftragte ihn mit der Regierungsbildung.

### Britische Reaktionen
Von britischer Seite war man über die veränderte Lage im strategisch wichtigen Irak von Anfang an verunsichert. Um die Position und Bündnistreue der neuen Regierung zu testen, wollte man sich die Erlaubnis einholen, Truppen in Basra anlanden zu dürfen, die angeblich nach Palästina transferiert werden sollten. Nach den zwischen Großbritannien und dem Königreich Irak geschlossenen Verträgen wäre dies problemlos möglich gewesen. Al-Gailani konnte sich dieser Forderung daher nicht einfach widersetzen. Auf Druck der Offiziere des Goldenen Quadrats jedoch stellte er für die britische Landung Bedingungen auf, wie den umgehenden Weitermarsch der Truppen nach Palästina. Das eigentliche Ziel der Briten war es jedoch, eine dauerhafte Militärpräsenz um Basra zu erreichen, wozu bereits weitere Truppen bereitgestellt wurden. Die Landung der ersten Truppen in Basra wurde am 18. April problemlos vollzogen und die Luftwaffenbasis in Habbaniyya wurde alarmiert. Die irakische Regierung protestierte gegen diese Maßnahmen und setzte ihre Truppen ebenfalls in Bewegung.

## Britisch-Irakischer Krieg
Am 2. Mai führten die belagerten britischen Truppen im Luftwaffenstützpunkt Habbaniyya einen Präventivschlag gegen die irakischen Belagerer durch, womit der Britisch-Irakische Krieg begann. Gleichzeitig begannen die während des Aprils in Basra gelandeten britisch-indischen Truppen, den Großraum um die Stadt Basra zu sichern, um diesen als Brückenkopf für weitere Verstärkungen aus Britisch-Indien nutzbar zu machen. In Britisch-Palästina wurden weitere Verstärkungen ausgehoben, die sich auf den Weg nach Habbaniyya machten, um die Basis zu entsetzen. Die Iraker mussten jedoch ihre Belagerung schon am 6. Mai abbrechen, lange bevor die Verstärkung aus Palästina am 18. Mai ihr Ziel erreichte.
Um den antibritischen Kräften im Irak zu helfen, entschied auf Wirken des Diplomaten Fritz Grobba die deutsche Regierung, Waffen und militärische Unterstützung zu leisten; letztere konnte aufgrund der Distanz und der kurzen Zeitspanne nur durch Kampfflugzeuge erfolgen. Dazu stellte die Luftwaffe den Sonderstab F auf. Nach Absprache mit der Regierung Vichy-Frankreichs konnten am 6. Mai etwa 20 deutsche und 12 italienische Kampfflugzeuge über Syrien in den Irak verlegt werden. Gleichzeitig wurde eine größere Menge Waffen und Material aus syrischen Depots über den Landweg transportiert. Aufgrund der Vorbereitungen für das Unternehmen Barbarossa war der deutschen Regierung allerdings wenig daran gelegen, sich unvorbereitet in einen größeren Schlagabtausch mit den Briten verstricken zu lassen.
Die Briten fügten den Irakern bei Falludscha und schließlich in den Außenbezirken der Stadt Bagdad wiederholte Niederlagen zu, worunter nicht zuletzt die Kampfmoral der irakischen Armee litt. Am 30. Mai floh die Regierung der Putschisten gemeinsam mit deutschen und italienischen Diplomaten über Mossul in den neutralen Iran, von wo sie nach Deutschland weiterreisten.

## Nach dem Ende des Staatsstreiches

### Flucht der Putschisten
Mit dem Beginn des Angriffs auf Bagdad und dessen schnellen Voranschreiten kollabierte das Regime der Putschisten. Mehrere von ihnen flüchteten in den Iran, unter ihnen auch der ehemalige Ministerpräsident al-Gailani. Andere Putschisten, unter ihnen die Offiziere des Goldenen Quadrats, wurden gefasst und zum Tode verurteilt. Der Leichnam des bekanntesten Führers des Goldenen Quadrats, Salah al-Din as-Sabagh, wurde nach dessen Hinrichtung öffentlich am Eingang des Verteidigungsministeriums ausgestellt.

### Farhud
Nach der Einnahme Bagdads kam es in den kaum gesicherten Außenbezirken am 1. und 2. Juni zu antijüdischen Pogromen, in deren Verlauf mehr als einhundert Menschen starben und eine viel größere Zahl verletzt wurde. Als Folge der Gewalt emigrierten die meisten irakischen Juden in den Folgejahren und leiteten damit das Ende der jüdischen Gemeinde im Land ein.

### Weitere Folgen
Die kaum verhüllte vichy-französische Unterstützung der Achsenmächte in der irakischen Krise trug zum Entschluss der Briten bei, das Völkerbundmandat für Syrien und Libanon zu besetzen. Der einmonatige Syrisch-Libanesische Feldzug, an dem auch vorher im Irak eingesetzte Truppen beteiligt waren, begann am 8. Juni.
Nach dem deutschen Angriff auf die Sowjetunion diente der Irak als britische Ausgangsbasis für die anglo-sowjetische Invasion des Iran (August/September 1941).